# Mangan Jaya
Mangan Jaya is een bestuurslaag in het regentschap Musi Rawas van de provincie Zuid-Sumatra, Indonesië. Mangan Jaya telt 928 inwoners (volkstelling 2010).